# Ватинская культура
Ватинская культура или Ватинская группа — археологическая группа бронзового века, названная по эпонимному поселению Ватин в Сербии. Культура имела индоевропейское происхождение, и была культурно связана с Микенской Грецией.

## Датировка
Ватинская культура датируется средним бронзовым веком и обычно подразделяется на три фазы: Панчево-Омолица, Ватин-Вршац, и Белегиш-Иланджа. Она существовала в 16-13 вв. до н. э.

## Область распространения
Люди ватинской культуры занимали всю территорию современной Воеводины (Банат, Бачка, Срем) и многие прилегающие территории (в том числе такие, как Славония, Олтения, Босния и Центральная Сербия). Центр культуры находился на территории Воеводины — сербского Подунавья. Культура названа по эпонимному памятнику — деревне Ватин в провинции Воеводина, Сербия, где в начале 20 века впервые обнаружены останки, связанные с культурой. Важность данной культуры, однако, было осознано только в конце 20 века, после обнаружения памятника Феудвар близ деревни Мошорин.

## Характеристика
Ватинская культура испытывала сильное влияние Микенской Греции. В ней уже развилась социальная дифференциация населения. Данной культуре были свойственны крупные централизованные поселения, окружённые небольшими посёлками и фермами. Крупные поселения были экономическими и социальными центрами, а также местами нахождения племенных лидеров. Эти укреплённые центры имели оборонительный характер. Густая сеть укреплённых поселений представляла собой пример хорошо организованной на большом пространстве коллективной обороны.

## Хозяйство
Жители Ватинской культуры занимались земледелием и скотоводством; предполагается, что они также производили пиво. Во многих поселениях ватинской культуры обнаружены остатки детских игрушек. Орудия труда, оружие и украшения обычно приобретались путём торговых обменов, однако в ряде крупных поселений имелись собственные мастерские по производству бронзовых изделий. В Феудваре обнаружена литейная мастерская по производству бронзы — по мнению исследователей, она использовалась на протяжении нескольких сот лет. Имеются указания на то, что люди Ватинской культуры обладали базовыми математическими знаниями.

## Памятники
Известны следующие памятники Ватинской культуры:
- Ватин
- Панчево
- Омолица
- Попов Салаш
- Белегиш
- Винча
- Винковцы
- Сотин
- Сарваш
- Ловас
- Вуковар
- Феудвар близ Мошорина
- Новиград на Сави
- Лудош
- Вршац — Жидовар
- Гомолава
- Люлячи
- Добрача